# Хрисанти Хадзиелевтериу
Хрисанти Калайдзи-Хадзиелевтериу (на гръцки: Χρυσάνθη Χατζηελευθερίου-Καλαϊντζή) e гръцка просветна деятелка и революционерка от Македония.

## Биография
Родена е в 1874 година в сярското дарнашко село Довища. Учи в гимназията и женското училище Григориас в Сяр. От 1898 година започва да преподава в Довища, а по-късно в Сармусакли, където преподава френски и шиене. Същевременно Калайдзи подпомага гръцкото консулство в Сяр в координацията на гръцката революционна дейност в Сярско.